# 普卢弗拉冈
普卢弗拉冈（法語：Ploufragan，法語發音：[plufʁaɡɑ̃]）是法国阿摩尔滨海省的一个市镇，位于该省中部，属于圣布里厄区，也是圣布里厄城市公共社区的重要组成部分。

## 地理
普卢弗拉冈（48°29'22"N, 2°47'45"W）面积27.06 平方千米，位于法国布列塔尼大區阿摩尔滨海省，该省份为法国西北部沿海省份，位于布列塔尼半岛北部，北濒大西洋英吉利海峡，西接菲尼斯泰尔省，南至莫尔比昂省，东临伊勒-维莱讷省。
与普卢弗拉冈接壤的市镇（或旧市镇、城区）包括：普莱兰、拉梅欧贡、普莱讷欧特、普莱德朗、圣布里厄、圣多南、圣于连、特雷格、特雷米松。

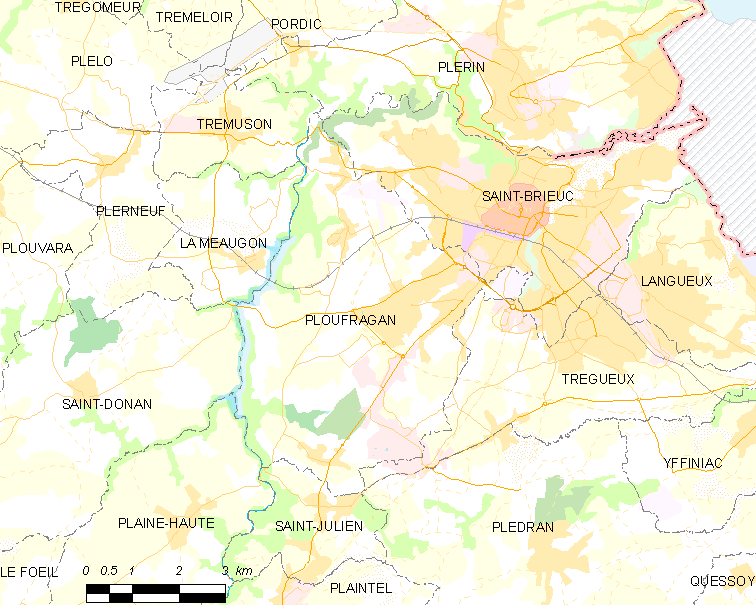
普卢弗拉冈的OSM定位图

普卢弗拉冈的时区为UTC+01:00、UTC+02:00（夏令时）。

## 行政
普卢弗拉冈的邮政编码为22440，INSEE市镇编码为22215。

## 政治
普卢弗拉冈所属的省级选区为普卢弗拉冈县。

## 人口

1962-2008年间普卢弗拉冈人口变化图示

普卢弗拉冈于2022年1月1日时的人口数量为11347人。